# Hubert Petru Ștefan Thuma
Hubert Petru Ștefan Thuma (n. 2 noiembrie 1973, Popești-Leordeni, Ilfov, Republica Socialistă România, România) este un politician român, deputat în Parlamentul României în mandatul 2012-2016 din partea USL Ilfov.
Pe 14 octombrie 2014, Hubert Petru Ștefan Thuma și fostul șef al Parchetului Sectorului 4 București, Mihai Betelie, au fost condamnați de instanța supremă la șase luni de închisoare cu suspendare, pentru fapte de corupție, decizia fiind definitivă.